# Moramanga (district)
Moramanga is een district van Madagaskar in de regio Alaotra-Mangoro. Het district telt 260.709 inwoners (2011) en heeft een oppervlakte van 7.278 km², verdeeld over 21 gemeentes. De hoofdplaats is Moramanga.